# Joseph Schumpeter
 (mai 2022).
Joseph Aloïs Schumpeter, né le 8 février 1883 à Triesch, en Moravie (Empire austro-hongrois) et mort le 8 janvier 1950 à Salisbury, dans le Connecticut (États-Unis), est un économiste et professeur en science politique autrichien naturalisé américain, connu pour ses théories sur les fluctuations économiques, la destruction créatrice et l'innovation.
La source de sa pensée est l'historicisme. Il est ainsi l'auteur d'une Histoire de l'analyse économique, parue en 1954 et qui fait encore référence. Commentateur averti des théories économiques de son époque, il ne peut néanmoins être associé à aucune école de pensée, que ce soit le keynésianisme ou l'école néoclassique. Il est parfois rattaché à l'école autrichienne d'économie, mais Ludwig von Mises considérait qu'il n'en faisait pas partie. Il est par ailleurs particulièrement fasciné par Karl Marx et Léon Walras. Il est considéré comme l'économiste de l'effervescence et on le qualifie d’économiste hétérodoxe pour ses théories sur l’évolution du capitalisme dans la démocratie, qu'il estime voué à disparaître pour des raisons sociales et politiques.

## Biographie

### Jeunesse et études
Joseph Schumpeter naît en 1883 à Třešť en Moravie, ville austro-hongroise, aujourd’hui en République tchèque, d'un père industriel du textile. Il se retrouve orphelin de père dès l'âge de 4 ans. Passionné par l'Antiquité gréco-latine, il entre en 1901 à la faculté de droit de l'université de Vienne et s’intéresse rapidement à la sociologie en étudiant des auteurs tels que Werner Sombart et Max Weber. Il découvre l’économie, en suivant notamment les cours des théoriciens de l'école autrichienne : Friedrich von Wieser, Eugen von Böhm-Bawerk et Carl Menger. Il obtient son doctorat en droit en 1906.
Schumpeter se rend en Angleterre où il se marie en 1907 avec Gladys Ricards Seaver. Son mariage se disloque rapidement. Il quitte alors l'Angleterre et s'installe au Caire où il travaille en tant qu'avocat pour le tribunal mixte international.

### Parcours professionnel
En 1908, il publie son premier ouvrage, devenu très vite un classique de la statistique économique, Nature et essence de l'économie théorique, ce qui lui permet d'obtenir en 1909 un poste de professeur associé en économie politique à l'université de Czernowitz.
Il publie la première édition de sa Théorie de l'évolution économique en 1911, ouvrage qui s’affranchit du cadre néoclassique et témoigne de son intérêt pour la dynamique et les lois du changement économique. Schumpeter met particulièrement en exergue l'importance de l'entrepreneur et du processus de destruction créatrice apportée par l'offre de nouveaux produits sur le marché.
Entre 1911 et 1919, il enseigne en tant que professeur à l'université de Graz (en Autriche). Avec les sociologues Werner Sombart et Max Weber, il dirige Archiv für Sozialwissenschaften (Archives pour les sciences sociales). Donnant beaucoup de travail à ses étudiants et critiquant régulièrement les positions de son prédécesseur à son poste, Richard Hildebrand, il est au départ peu apprécié des élèves.
En 1913-1914, il est professeur invité à l'université Columbia. Cette invitation marque, selon Wolfgang Stolper, « le sommet de son succès mondial ». Il y enseigne notamment la théorie économique. Il profite de son poste à Columbia pour rencontrer Irving Fisher et Wesley Clair Mitchell. Il reçoit un doctorat en lettres honoris causa à Columbia.
Après la Première Guerre mondiale, il est brièvement ministre des Finances (1919-1920) du gouvernement de coalition regroupant des sociaux-démocrates, des sociaux-chrétiens et des socialistes révolutionnaires sous l'égide d'Otto Bauer alors que l’Empire austro-hongrois s’effondre. C'est à cette époque que Joseph Schumpeter divorce de Gladys puis dirige pendant quatre ans une banque privée, la banque Biedermann de Vienne. C'est un échec : la banque fait faillite en 1924.
En 1925, il devient professeur de finances publiques à l'université de Bonn et se remarie avec Anna Reisinger. Mais l'année suivante, il perd sa mère, sa femme et leur fils nouveau-né. Il publie la deuxième édition de la Théorie de l’évolution économique (1926)[réf. nécessaire].
À partir de 1927 et jusqu'à sa mort, il enseigne à l'université Harvard où il s'installe définitivement en 1932, à la suite de la montée des extrémismes en Europe centrale. Parmi ses étudiants à Harvard figurent Robert Heilbroner, Paul Samuelson, Wolfgang Stolper, Paul Sweezy, Nicholas Georgescu-Roegen et James Tobin.
Il se remarie une troisième fois avec une économiste du nom d'Elizabeth Boody en 1937. De 1937 à 1941, sa réputation internationale lui vaut de présider la Société d’économétrie dont il est l’un des fondateurs. Il devient président de l'American Economic Association en 1948. La fin de sa vie sera marquée par l'édition de deux ouvrages importants : Les Cycles des affaires (1939) où il revient sur l’analyse de la croissance et Capitalisme, Socialisme et Démocratie (1942) qui lui vaudra une réputation d’économiste « hérétique ».
Il meurt le 8 janvier 1950 d'une hémorragie cérébrale dans sa maison de Taconic, dans le Connecticut, au moment où il va être élu premier président de la nouvelle Association internationale d'économie. Son épouse, Elizabeth Boody (1898-1953) éditera à titre posthume la monumentale Histoire de l'analyse économique (1954) à laquelle il a consacré ses dernières années et L'Essence de la monnaie (1970).

## Apports

### Paradigme et inspirations
Schumpeter se laisse difficilement classer dans une école économique. Il était autrichien, mais il n'a jamais fait partie de l'école autrichienne, avec laquelle il avait été familiarisé par les enseignements d'Eugen von Böhm-Bawerk à l'Université de Vienne.
L'économiste qu'il admirait le plus était sans conteste Léon Walras. Ainsi, dans Histoire de l'analyse économique, Schumpeter écrit que, « si le système walrasien n’est peut-être en dernière analyse qu’un vaste programme de recherche, il est encore, à cause de sa qualité intellectuelle, la base de presque toutes les meilleures œuvres de notre temps ». Néanmoins, son analyse dépasse largement le cadre néoclassique. Il fut également fortement influencé par les écrits du sociologue allemand Max Weber. Enfin, s'il a partagé certaines conclusions avec Karl Marx, son analyse était très éloignée des conceptions marxistes de l'économie. Schumpeter a été l'un des grands contributeur de l'évolutionnisme économique. Selon Christopher Freeman, l'idée sous-tendant l'essentiel des réflexions de Schumpeter est que le capitalisme ne peut être compris que comme un processus continu d'innovation et de destruction créatrice.
Ainsi, le fondement et le ressort de l'économie sont le progrès technique, qui entraîne l'innovation. L'histoire du capitalisme est donc une mue permanente. L'évolution de la technologie implique que des pans entiers de l'activité économique s'étiolent et disparaissent après avoir été dominants. L’évolution de l'économie est donc qualitative plutôt que quantitative : elle tend non pas à l'augmentation continue de la production, mais au changement des structures de production.
Ne partageant pas les méthodes et les conclusions de l'école néoclassique, Schumpeter peut se ranger parmi les économistes dits « hétérodoxes ».

### Destruction créatrice et les grappes d'innovation
Dans Le Cycle des affaires, publié en 1939, Joseph Schumpeter explique les cycles économiques par l'innovation, en particulier par les « grappes d'innovation ». Selon lui, le progrès technique est au cœur de l'économie, et les innovations apparaissent en grappes ou en essaims. Ainsi, une innovation majeure — souvent une innovation de rupture due à un progrès technique voire scientifique (par exemple la vapeur, les circuits intégrés, l'informatique, l'internet, les nanotechnologies) — permet à une nuée d'autres innovations et de découvertes qui en découlent de voir le jour.
On constate alors des cycles industriels où, après une innovation majeure, l'économie entre dans une phase de croissance (créatrice d'emplois), suivie d'une phase de dépression, où les innovations chassent les entreprises « dépassées » et provoquent une destruction d'emplois. Schumpeter retient pour exemple les transformations du textile et l'introduction de la machine à vapeur pour expliquer le développement des années 1798 à 1815 ou le chemin de fer et la métallurgie pour l'expansion de la période allant de 1848 à 1873. Cette analyse se rapproche des cycles identifiés par Kondratiev, Juglar ou Kitchin.
Au cœur du système capitaliste se trouve, pour Schumpeter, l'entrepreneur qui réalise des innovations (de produits, de procédés, de marchés). En conséquence, la croissance est un processus permanent de création, de destruction et de restructuration des activités économiques. La « destruction créatrice » est donc la caractéristique du système capitaliste, qui résulte du caractère discontinu des innovations.

### Économie de l'innovation

#### De l'économie stationnaire à l'évolution économique
Schumpeter met en avant le rôle majeur des innovations dans l'impulsion, la mise en mouvement de l'économie sous l'action de l'entrepreneur. C'est par la fabrication de produits nouveaux, l'adoption de procédés et de techniques inédits, l'utilisation de nouvelles matières premières ou l'ouverture de nouveaux débouchés que les structures finissent par changer.
L'une des principales question économique de son temps était la recherche de l'équilibre général. Néanmoins, ce concept ne permet pas de rendre compte des mécanismes menant au développement économique.
Il prend comme point de départ la modélisation d'une économie stationnaire, nommé circuit économique et dont les différents éléments structurels se reproduisent à l'identique. Il s'agit d'une représentation simplifiée de la vie économique et des relations qui se nouent entre les agents économiques. La logique de ce circuit économique est celle de l'équilibre général : les mouvements adaptatifs des prix assurent l'adéquation entre les différentes variables économiques, et chaque facteur de production est rémunéré à son prix. Ce circuit économique est caractérisé par la libre concurrence, la propriété privée et la division du travail entre les agents.
Ces derniers, qui agissent en fonction de leur expérience, n'introduisent aucune rupture fondamentale dans leurs comportements et les relations économiques en place. Les méthodes de production et les pratiques de consommation restent stables, l'offre devient égale à la demande par le jeu des prix, de sorte que l'allocation des ressources est efficiente. Les comportements routiniers et les mécanismes adaptatifs conduisent alors à un état stationnaire.
Or, selon Schumpeter, cette routine est brisée par l'entrepreneur et ses innovations. Ainsi, l'évolution ne peut pas venir d'une modification quantitative (hausse de la production ou du capital), mais de la transformation qualitative du système de production. Schumpeter montre que le facteur déterminant de cette évolution est l'innovation : celle-ci est au cœur non seulement du processus de croissance, mais aussi de transformations structurelles plus importantes.
On regroupe parfois les innovations en deux catégories : les innovations de produit et les innovations de procédé (de fabrication). L'acteur central de ces dernières est l'entrepreneur.

#### L'entrepreneur comme acteur fondamental de l'évolution économique

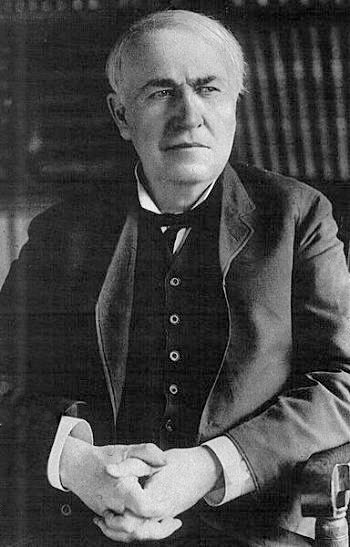
Thomas Edison, entrepreneur marquant de la fin du XIXe siècle.

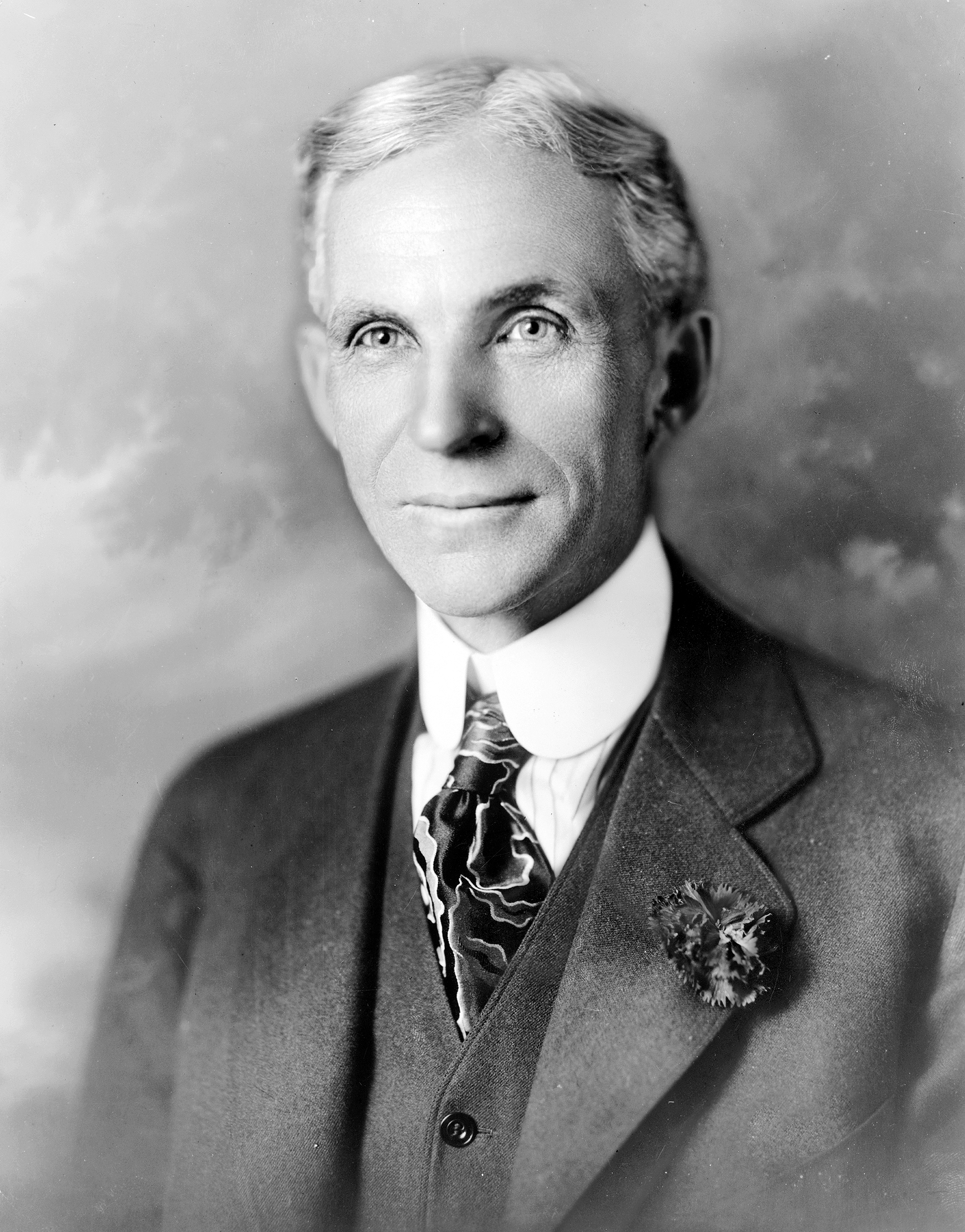
Henry Ford, qui inspira Schumpeter pour sa description de l'entrepreneur-modèle.

Dans la conception de Schumpeter, l'entrepreneur incarne le pari de l'innovation, thèse qu'il développa en particulier dans Théorie de l'évolution économique en 1911 ; son dynamisme assure la réussite de celle-ci. L'entrepreneur, qu'il ne faut pas confondre avec le chef d'entreprise simple administrateur gestionnaire, ou avec le rentier-capitaliste propriétaire des moyens de production, est pour lui un véritable aventurier qui n'hésite pas à sortir des sentiers battus pour innover et entraîner les autres hommes à envisager autrement ce que la raison, la crainte ou l'habitude, leur dictent de faire. Il doit vaincre les résistances qui s'opposent à toute nouveauté risquant de remettre en cause le conformisme ambiant.
Par exemple, Henry Ford n'est pas un entrepreneur lorsqu'en 1906 il devient chef d'entreprise indépendant, mais il le devient en 1909 lorsque ses usines commencent à fabriquer la fameuse Ford T à un coût qui en fait peu à peu un statut d'objet de consommation courante aux États-Unis : il adopte le système de la chaîne de montage, permettant à la fois de baisser le coût de production et d'accroître son débit, ouvrant la porte à la production de masse. Un autre exemple de véritable entrepreneur est Alfred Krupp lorsqu'il concentre verticalement ses entreprises, et qu'il met en pratique le nouveau procédé de fabrication de l'acier imaginé par l'anglais Henry Bessemer.
L'entrepreneur est certes motivé par la réalisation de bénéfices générés par les risques pris et la réussite. Mais, la conception du profit défendue par Schumpeter est originale : l'entrepreneur crée de la valeur, tout comme le salarié, et il est également motivé par un ensemble de mobiles irrationnels dont les principaux sont sans doute la volonté de puissance, le goût sportif de la victoire et de l'aventure, ou la joie simple de créer et de donner vie à des conceptions et des idées originales. Pour Schumpeter, le profit est la récompense de l'initiative créatrice des risques pris par l'entrepreneur.
Cette conception est contraire aux économistes classiques qui faisaient du profit la contrepartie des efforts productifs (capital et travail) de l'entrepreneur, alors qu'elle est plutôt du ressort du chef d'entreprise. Cette conception est également contraire à celle, marxiste, qui place l'origine du profit dans la confiscation de la plus-value, c'est-à-dire l'appropriation d'une partie du fruit du travail des salariés par le rentier-capitaliste.
Le profit est d'autant plus important et immédiat que l'entrepreneur est capable d'éliminer toute forme de concurrence directe et immédiate. L'innovation revient le plus souvent à détenir une position favorable dans sa branche, et sa diffusion permet l'obtention de droits commerciaux qui techniquement permettent à l'entrepreneur de disposer d'un monopole. Schumpeter considère les monopoles nés de l'innovation comme nécessaires à la bonne marche du capitalisme. En situation de monopole, l'entrepreneur est libre de fixer un prix de vente supérieur à son coût marginal. En situation de concurrence pure et parfaite, pour augmenter ses profits, l'entrepreneur n'a plus cette facilité ; au contraire pour rester concurrentiel son prix de vente tend à se rapprocher du coût marginal (c'est le concept marxiste de la baisse tendancielle du taux de profit qui est critiqué ici par Schumpeter). Pour regagner une liberté de prix de vente, loin du coût marginal, l'entrepreneur doit baisser ce dernier en réduisant ses coûts de production par des économies d'échelles (augmentation de la production et de la taille des entreprises) ou par un accroissement de la productivité (notamment par l'innovation).
Les risques que prend l'entrepreneur en innovant sont motivés par la perspective de conquête d'une position de monopole ou par son maintien.
Schumpeter montre qu'un univers non atomistique (l'atomicité désignant la coexistence d'un grand nombre d'entreprises, si nombreuses que chacune d'entre elles est comparable à un atome) n'est pas forcément négatif pour le consommateur car le monopole ne conduit pas toujours à la hausse des prix ou à la baisse de la production. L'entreprise géante percevant un surprofit peut effectuer des investissements importants. Par ailleurs, les innovations engendrent des effets de synergie au niveau de l'économie. Elles ont des externalités positives sous forme d'entraînement sur des secteurs économiques et de créations de nouvelles activités. Elles apparaissent comme le fer de lance de la croissance économique, justifiant alors l'existence de ces nouveaux acteurs contribuant à l'essor du capitalisme. Pourtant, ces situations de monopole ne durent pas. C'est le jeu de la concurrence qui les banalise en faisant de la bataille pour le surprofit le moteur du progrès économique, mais aussi le facteur explicatif des mouvements cycliques de l'économie.

### Fluctuations économiques au changement social: destruction créatrice
L'innovation est à la fois source de croissance et facteur de crise. C'est ce que Schumpeter résume par la formule « destruction créatrice ». Les crises ne sont pas de simples ratés de la machine économique ; elles sont inhérentes à la logique interne du capitalisme. Elles sont salutaires et nécessaires au progrès économique. Les innovations arrivent en grappes presque toujours au creux de la vague dépressionniste, parce que la crise bouscule les positions acquises et rend possible l'exploration d'idées nouvelles et ouvre des opportunités. Au contraire, lors d'une période haute de non-crise, l'ordre économique et social bloque les initiatives, ce qui freine le flux des innovations et prépare le terrain pour une phase de récession, puis de crise.

#### Rythmes économiques et rythmes technologiques
L'observation empirique du système économique montre l'existence, à intervalles réguliers, de cycles économiques où des phases de prospérité alternent avec des phases de dépression.
Tous les économistes ont mis en évidence des mécanismes de régulation permettant au capitalisme de se développer au-delà des crises, et ont cherché à rendre compte de l'existence de ces rythmes. Schumpeter propose une interprétation des rythmes économiques à la lumière des rythmes ou vagues technologiques : les innovations sont à l'origine de cycles économiques. Il montre que le phénomène de grappes d'innovations est à l'origine à la fois de l'expansion comme de la récession qui lui succède. Schumpeter a fourni une analyse cohérente des cycles longs dits cycles Kondratieff (en l'hommage à l'économiste soviétique Nikolai Kondratieff).
En fait, Schumpeter s'est aussi inspiré des travaux de l'économiste français Clément Juglar qui le premier avait mis en évidence dès 1856, les phénomènes cycliques sur une période d'une dizaine d'années, alors que Kondratieff a surtout travaillé sur les causes de ces cycles longs : l'usure et le renouvellement des grandes infrastructures (chemins de fer, canaux, grands aménagements fonciers) dont la construction demande des investissements exceptionnels. Mais ces explications lui semblaient insuffisantes, préférant parler de vagues massives d'innovations groupées autour d'une découverte centrale, comme la machine à vapeur qui a ouvert la voie à la révolution industrielle entre 1790 et 1850 et le chemin de fer qui a dynamisé l'économie des années 1890 jusqu'à la Seconde Guerre mondiale.

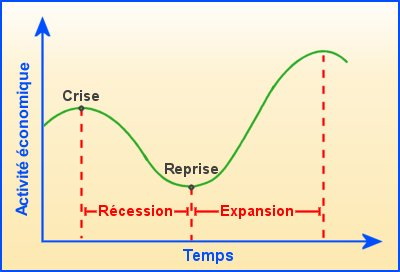
Le cycle économique

Schumpeter prétend que trois cycles se superposent et expliquent pour l'essentiel l'évolution de la conjoncture :
- les cycles courts, ou cycles Kitchin, qui durent en moyenne 40 mois et s’expliquent selon lui par des variations de stocks ;
- les cycles moyens, dits cycles Juglar, qui durent, eux, entre 6 et 11 ans ;
- les cycles longs, ou cycles Kondratieff, qui s’étalent sur 40 à 60 ans. Ils seraient le résultat d’innovations majeures : machine à vapeur, automobile.

Les monopoles mettent l'économie sur la voie du progrès mais ils ne sont que temporaires. Les surprofits vont amener des entrepreneurs imitateurs à proposer des biens similaires ou des procédés voisins obligeant les entreprises en place à se différencier sans cesse ou à baisser leurs prix. Ce phénomène d'imitation entraîne des innovations par grappes, c'est-à-dire une agrégation des innovations provoquées par la réussite de l'entrepreneur innovateur dont la position n'est que temporairement dominante.
L'application et la diffusion des innovations dépendent en amont de la propension de l'entrepreneur à prendre des risques, de la recherche dans l'émergence d'inventions susceptibles d'être exploitées, et du crédit. Elles dépendent en aval de la propension des individus à recevoir l'innovation (pour les produits nouveaux), donc de leurs goûts et habitudes. Ces conditions rendent compte de la réalisation, de la vitesse et de l'étendue de la diffusion. C'est donc le jeu innovation – monopole temporaire – imitation qui assure la croissance économique et le bouleversement perpétuel des positions établies.
L'activité cyclique se déroule de la façon suivante : la phase d'expansion s'explique par les profits qui engendrent une hausse des investissements et de la demande, sous l'effet des grappes d'innovation. Dans un premier temps, les crédits accordés vont provoquer une inflation des biens de production puis de consommation. Ensuite, la quantité additionnelle de biens engendre la déflation, accentuée par le remboursement des crédits annonçant la dépression. Les possibilités de profit se raréfient, les faillites apparaissent. Le phénomène d'imitation entraîne une saturation des marchés et une baisse de la rente monopolistique, donc une réduction de l'investissement suivie d'une baisse de l'activité. Néanmoins, la période de boom économique a créé des capacités de production qui ne seront pas toutes détruites par la crises. Les entreprises survivantes pourront les racheter aux entreprises en faillites. Ainsi, la production globale après la crise sera supérieure à la production globale avant le début du cycle économique. Donc le cycle économique est finalement bénéfique pour le bien-être, étant donné que la production réelle augmente.
La situation de crise est dépassée par d'autres vagues d'innovations, qui relancent un nouveau cycle d'investissement. C'est le mécanisme décisif de l'activité cyclique qui implique un processus de destruction créatrice.
L'expansion dépend de la diffusion et de l'assimilation des nouvelles conditions d'activité. La dépression correspond à une période de disparition des structures productives en excès et des dettes, et à la gestation de nouvelles innovations. Pour Schumpeter, la durée de chaque cycle correspond à l'importance des innovations et leurs effets d'entraînement.
Le progrès technique n'est pas un flux continu et les cycles obéissent à des mécanismes autorégulateurs. Il se diffuse de manière périodique par vagues à partir de certains secteurs et certains lieux.

#### Progrès technique et changement social
L'introduction du progrès technique a un effet sur les comportements et les habitudes des différents agents économiques. L'entrepreneur innovateur entraîne de nombreux imitateurs, ce qui entraîne un changement radical de leur fonction de production (réorganisation du travail). Les innovations qui se diffusent dans l'économie vont bouleverser les modes de consommation en répondant à des besoins non satisfaits, voire en en créant de nouveaux. Les marchés se trouvent ainsi modifiés. Le progrès technique agit sur les structures de l'économie tout entière : la combinaison des facteurs de production (travail et capital) se modifie car il y a remplacement des structures anciennes par des nouvelles structures, et donc mobilité des moyens de production. L'impact sur la nature des qualifications et l'emploi, ainsi que sur leur répartition spatiale est considérable. Enfin, le progrès technique assure des positions dominantes et bouleverse l'état des rapports de force entre les pays au niveau international.
Pour Schumpeter, la nouvelle organisation du travail qui se met en place grâce à la forte croissance des Trente Glorieuses[Quand ?] ([réf. nécessaire] : il est mort alors qu'elles ne faisaient que commencer), est une innovation majeure. Par contre, Schumpeter n'a pas anticipé la réorganisation de direction des entreprises, avec notamment la création d'un directoire (entreprise), d'un conseil de surveillance, d'une assemblée générale et de l'arrivée de la technostructure théorisée par John Kenneth Galbraith.

### Science politique

#### Fin du capitalisme
Dans son œuvre Capitalisme, socialisme et démocratie, Schumpeter semble rejoindre la conclusion de Karl Marx sur l'inévitabilité de l'effondrement du capitalisme. Schumpeter reste néanmoins convaincu des bienfaits du capitalisme et il regrette cette fin inévitable, selon ses propres termes « si un médecin prévoit que son patient va mourir, ça ne veut pas dire qu'il le souhaite ».
Si Schumpeter rejoint la conclusion de Marx, il rejette son raisonnement comme celui de Keynes : « Comme avec Marx, il est possible d’admirer Keynes tout en considérant néanmoins que sa vision sociale est fausse et que chacune de ses propositions est fallacieuse ». Schumpeter estime que Marx et Keynes se rejoignent en ce que leurs théories expliquent que le capitalisme peut s'effondrer selon des causes qui sont endogènes, caractère commun qui permet d'offrir une justification rationnelle à l'anticapitalisme.
Schumpeter rejette le matérialisme historique, pour lui la structure économique ne détermine pas entièrement la société et il ne pense pas que la viabilité du capitalisme soit intrinsèquement menacée par exemple par une baisse tendancielle du taux de profit (l'innovation pouvant la contrecarrer). En revanche, pour Schumpeter comme pour Marx, le succès du capitalisme conduit inévitablement à la concentration du capital, c'est-à-dire à la création de grandes entreprises, gérées par des chefs d'entreprises, simples administrateurs et appartenant à des rentiers-capitalistes, véritables propriétaires des entreprises. Pour Schumpeter, cette concentration aboutit à l'avènement d'un sentiment d'hostilité générale contre le capitalisme. Mais « la masse du peuple n'élabore jamais de sa propre initiative des opinions tranchées [et] elle est encore moins capable de les énoncer, ni de les convertir en attitudes et en actions cohérentes. » Schumpeter ne pense donc pas que c'est une révolution dirigée par un hypothétique prolétariat ouvrier qui mettra à bas le capitalisme. L'hostilité envers le capitalisme ne peut s'exprimer et se traduire qu'avec l'appui d'une large frange de la classe des intellectuels.
Le capitalisme entraîne le développement de l'appareil éducatif, ce qui tout à la fois concourt à la formation d'une opinion publique large et à une surproduction des intellectuels par rapport aux besoins des professions libérales. Les intellectuels déconsidérés et peu rémunérés ont tout intérêt à se liguer contre le capitalisme et à abreuver l'opinion publique de discours contre l'argent et l'esprit d'entreprise. Ils catalysent et font précipiter l'hostilité générale contre le capitalisme. Le capitalisme se sclérose ainsi progressivement de l'intérieur, pour des raisons sociales et politiques, au fur et à mesure que des majorités démocratiquement élues choisissent de mettre en place une économie planifiée accompagnée d'un système d'État-providence et de restriction des entrepreneurs. Le climat intellectuel et social nécessaire à l'esprit d'entreprise et d'innovation, et donc à l'apparition d'entrepreneurs, décline et finit par être remplacé par une forme ou une autre de socialisme, encore plus sclérosant. Les gouvernements ont alors notamment tendance, pour être populaires, à développer l'« État fiscal » et à transférer le revenu des producteurs vers les non-producteurs, décourageant l'épargne et l'investissement au profit de la consommation, ce qui crée une pression inflationniste croissante. Dans toutes décisions, les gouvernements démocratiquement élus ont alors tendance, pour garantir leur réélection, à privilégier le court terme au détriment du long terme.
Schumpeter est convaincu que la libre concurrence capitaliste est le meilleur système économique, il ne recommande pas cette évolution, mais il ne sait pas comment l'éviter. Le capitalisme ne peut poursuivre sa marche en avant qu'à condition que perdure l'esprit des entrepreneurs qui seul fait sa force. Une critique radicale du capitalisme inspirée de l'œuvre de Schumpeter, souligne qu'il secrète la grande entreprise et que cette dernière étouffe toute velléité d'imagination. Les grandes organisations sont marquées par la multiplication des cadres gestionnaires, des experts et des bureaucrates, conduits à raisonner en fonction de la carrière, du revenu régulier et de la position sociale, et du même coup peu ou pas enclins à prendre des risques comme dans le modèle de l'entrepreneur.

#### Théorie sur la démocratie
Dans le même livre, Schumpeter exposa sa théorie sur la démocratie, en opposition à ce qu'il appelait la « doctrine classique ». Selon Schumpeter, l'idée que la démocratie permette d'identifier le bien commun est une illusion. L'ignorance et la superficialité de l'électorat implique que les politiciens peuvent facilement le manipuler afin de faire avancer leur agenda. De plus, même si l'opinion publique réussissait à définir le bien commun, son ignorance la condamnerait à l'impuissance. En effet, les moyens permettant d'arriver à ce bien commun sont mal compris de la masse. Ainsi, les citoyens n'ont pas la connaissance minimale pour juger de la politique mise en place.
Ainsi, la vie démocratique doit être minimaliste, dans le sens où elle doit se limiter à une lutte entre les leaders des différents partis, qui pourrait être comparée à une structure de marché. La démocratie, peu importe sous quelle forme, doit avant tout donner de la légitimité au gouvernement et rendre les gouvernants responsables vis à vis de l'opinion publique, ce qui les incite donc à se modérer.
Par là même, la démocratie, pour Schumpeter est une méthode par laquelle le peuple élit des représentants à qui il délègue sa volonté. Cette définition, simple, élégante et parcimonieuse, permet de distinguer avec peu d’ambiguïté quels régimes politiques remplissent les caractéristiques d'une démocratie. Cette définition peut se rapprocher de la vision de Max Weber, ou bien de Walter Lippmann. Ainsi, loin d'être un libéral « classique » du XIXe siècle, Schumpeter s'inscrit dans l'évolution de la pensée libérale du XXe siècle, annonçant ce que l'on peut qualifier de Néolibéralisme.

## Œuvres majeures de Joseph Schumpeter
- Nature et contenu principal de la théorie économique (Das Wesen und der Hauptinhalt der theoretischen Nationalökonomie), 1908.
- Théorie de l’évolution économique (Theorie der wirtschaftlichen Entwicklung), première édition, 1911 ; deuxième édition, 1926 [lire en ligne]. NB.: Les Éditions Actes Sud ont exigé, le 15 septembre 2016, de retirer ce livre puisqu'il « ne serait pas dans le domaine public ».
- Les cycles des affaires (Business Cycles: a Theoretical, Historical and Statistical Analysis of the Capitalist Process), 1939.
- Capitalisme, socialisme et démocratie (Capitalism, Socialism and Democracy), 1942 [lire en ligne].
- Histoire de l'analyse économique (History of Economic Analysis), publié après sa mort en 1954.
- Théorie de la monnaie et de la banque - tome 1, l'Essence de la monnaie, Éd. l'Harmattan, 2005  (ISBN 2-7475-8026-1)
- Théorie de la monnaie et de la banque - tome 2, Théorie Appliquée, Éd. l'Harmattan, 2005  (ISBN 2-7475-8027-X)